# Anatolivka
Anatolivka  (ucraniano: Анатолівка) es una localidad del Raión de Berezivka en el Óblast de Odesa de Ucrania. Según el censo de 2001, tiene una población de 581 habitantes.